# Solumshamn
Solumshamn är en bebyggelse i Härnö socken i Härnösands kommun. SCB har här avgränsat en småort från 1995 till 2023. Vid avgränsningen 2023 klassades området som en del av tätorten Härnösand.
Solumshamn (Innerhamna) är ett fiskeläge med traditioner. Minst hälften av Härnöns 64 yrkesfiskare fanns i Solumshamn 1764. Fiskarsocieteten som bildades 1765 existerar fortfarande genom ättlingar som för fiskartraditionen vidare. ”Solens hem” har sett många duktiga och originella människor. ”Lång-Fanny” Boström är en av de mest kända. Hennes robusta framtoning gick alltid hem när hon stod på Fiskartorget och sålde strömming.

## Befolkningsutveckling
| Befolkningsutvecklingen i Solumshamn 1990–2015                                                                        | Befolkningsutvecklingen i Solumshamn 1990–2015 | Befolkningsutvecklingen i Solumshamn 1990–2015 | Befolkningsutvecklingen i Solumshamn 1990–2015 | Befolkningsutvecklingen i Solumshamn 1990–2015 |
| --- | ---------------------------------------------- | ---------------------------------------------- | ---------------------------------------------- | ---------------------------------------------- |
| |                                                |                                                |                                                |                                                |
| År |                                                |                                                | Folkmängd                                      | Areal (ha)                                     |
| 1990 | 1990                                           |                                                | 43                                             | 18##                                           |
| 1995 | 1995                                           |                                                | 55                                             | 18#                                            |
| 2000 | 2000                                           |                                                | 75                                             | 18#                                            |
| 2005 | 2005                                           |                                                | 81                                             | 18#                                            |
| 2010 | 2010                                           |                                                | 79                                             | 18#                                            |
| 2015 | 2015                                           |                                                | 94                                             | 56#                                            |
| Anm.: Ny småort 1995. # Som småort. ## Befolkningen 31 december 1990 inom det område som avgränsades som småort 1995. |                                                |                                                |                                                |                                                |